# سیارک ۱۹۵۴۳
سیارک ۱۹۵۴۳ (به انگلیسی: 19543 Burgoyne، نامگذاری:1999JR30) نوزده هزار و پانصد و چهل و سومین سیارک کشف شده‌است که در ۱۰ مه ۱۹۹۹ کشف شد.
قدر مطلق سیارک برابر ۱۲.۳ است.